# ایوان رومرو (بازیکن فوتبال، زاده ۱۹۸۰)
ایوان رومرو (انگلیسی: Iván Romero؛ زادهٔ ۲۱ ژوئیهٔ ۱۹۸۰) بازیکن فوتبال اهل اسپانیا است.
از باشگاه‌هایی که در آن بازی کرده‌است می‌توان به باشگاه خیمناستیک تاراگونا، باشگاه فوتبال ایبار، باشگاه فوتبال اتلتیکو مادرید، و باشگاه فوتبال اتلتیکو مادرید بی اشاره کرد.